# Rick Venable
Pour les articles homonymes, voir Venable (homonymie).
Rick Venable est un producteur, scénariste, réalisateur, monteur et directeur de la photographie américain né le 25 novembre 1968 à Fort Thomas, Kentucky (États-Unis).

## Filmographie

### Comme producteur

#### Cinéma
- 1997 : Blown
- 2000 : Small Timers

#### Télévision
- 1993 : Memphis' Class of '68 (TV)
- 1994 : The Memphis Sound: A Tribute to Our City's Music (TV)
- 1995 : Primate Canyon: Land of the Apes (TV)
- 1995 : Just What I Wanted (TV)
- 1998 : Memphis Remembers Martin (TV)
- 1998 : Great Gifts (TV)
- 2002 : Talk2DIY Home Improvement (série TV)
- 2003 : White House Christmas Memories (TV)
- 2004 : White House Kitchens (TV)
- 2004 : White House Christmas 2004 (TV)
- 2005 : Rose Parade 2005 (TV)
- 2005 : White House Christmas 2005 (TV)
- 2006 : Rose Parade 2006 (TV)

### Comme scénariste

#### Cinéma
- 1997 : Blown

#### Télévision
- 2004 : DIY Home Theater Workshop (feuilleton TV)
- 1994 : The Memphis Sound: A Tribute to Our City's Music (TV)
- 1995 : Primate Canyon: Land of the Apes (TV)
- 1995 : Just What I Wanted (TV)
- 1998 : Memphis Remembers Martin (TV)
- 1998 : Great Gifts (TV)
- 1998 : Christmas Across America 1998 (TV)
- 1999 : 110th Tournament of Roses Parade (TV)
- 2003 : Restore America Honors (TV)
- 2004 : White House Christmas 2004 (TV)
- 2004 : DIY Home Theater Workshop (feuilleton TV)
- 2006 : HGTV Dream Home 2006 (TV)
- 2006 : Rose Parade 2006 (TV)

### Comme réalisateur

#### Cinéma
- 1997 : Blown
- 1998 : The Big Muddy

#### Télévision
- 1993 : Memphis' Class of '68 (TV)
- 1994 : The Memphis Sound: A Tribute to Our City's Music (TV)
- 1995 : Primate Canyon: Land of the Apes (TV)
- 1995 : Just What I Wanted (TV)
- 1998 : Memphis Remembers Martin (TV)
- 1998 : Great Gifts (TV)
- 1998 : Christmas Across America 1998 (TV)
- 2003 : Restore America Honors (TV)
- 2004 : White House Kitchens (TV)

### Comme monteur

#### Cinéma
- 1997 : Blown
- 1998 : The Big Muddy

#### Télévision
- 1993 : Memphis' Class of '68 (TV)
- 1994 : Fast Forward (série TV)
- 1994 : The Memphis Sound: A Tribute to Our City's Music (TV)
- 1995 : Primate Canyon: Land of the Apes (TV)
- 1995 : Just What I Wanted (TV)

### Comme directeur de la photographie
- 2000 : Small Timers